# Kwanzaa
Kwanzaa er en syv dage lang afroamerikansk højtid som varer fra 26. december til 1. januar. Højtiden fejres primært i USA. Navnet kommer fra swahiliudtrykket «matunda ya kwanza», ‘de første frugter’.
Højtiden blev indstiftet af den afroamerikanske nationalist Ron «Maulana» Karenga og fejret for første gang i 1966. Højtiden har udspring i den amerikanske borgerretsbevægelse i 1960'erne og var ment at skulle give afroamerikanerne et bånd til deres kulturelle og historiske arv fra Afrika. Samtidig er højtiden, ifølge Karenga, baseret på fælles humanistiske grundprincipper.
| Festival | Spire Denne artikel om festivaler og mærkedage er en spire som bør udbygges. Du er velkommen til at hjælpe Wikipedia ved at udvide den. |